# Rasa de la Font del Prat
La Rasa de la Font del Prat és un torrent afluent per la dreta de la Riera de Vallmanya, al Solsonès.

## Municipis per on passa
El curs de la Rasa de la Font del Prat transcorre íntegrament pel terme municipal de Pinós.

## Xarxa hidrogràfica
La xarxa hidrogràfica de la Rasa de la Font del Prat està constituïda per 10 cursos fluvials que sumen una longitud total de 5.369 m.

### Distribució municipal
El conjunt de la seva xarxa hidrogràfica transcorre íntegrament pel terme municipal de Pinós.